# Xaspoladoba
Xaspoladoba è un comune dell'Azerbaigian situato nel distretto di Xaçmaz. Conta una popolazione di 1 837 abitanti.